# Championnat de Belgique de football de deuxième division 1965-1966
Navigation
saison précédente saison suivante
Le Championnat de Belgique de football de Division 2 1965-1966 est la 49e édition du championnat de deuxième niveau national en Belgique. Il oppose 16 équipes, qui s'affrontent deux fois chacune en matches aller-retour. Au terme de la saison, le champion et son dauphin sont promus en Division 1, alors que les deux derniers classés sont relégués en Division 3.
Lors de cette compétition, le SV Waregem se montre le plus régulier. Les Flandriens reste en embuscade derrière le Crossing Molenbeek durant tout le premier tour avant de le coiffer juste avant la mi-parcours, puis de dominer toute la seconde partie de la saison. Un groupe ambitieux fort de huit formations reste longtemps à la lutte pour le deuxième accessit : Sporting Charleroi, THOR Waterschei, FC Sérésien, Olympic de Charleroi et l'Union St-Gilloise qui revient fort après un départ calamiteux.
Les Zèbres carolos sont les mieux placés mais gaspillent et sont rejoints en vue du but. Le FC Sérésien a son sort en mains mais il loupe la montée en trébuchant lors de la dernière journée à St-Nicolas. Alors que les Dogies de l'Olympic échouent un rien trop court également, un test-match est nécessaire pour départager le Sporting de Charleroi et à THOR Waterschei. Ces deux équipes finissent sur une stricte égalité : même nombre de points (37) et de victoires (9). Le match décisif a lieu sur le terrain de l'Union, les Zèbres battent les Thorians 2 à 0, et retrouvent l'élite quittée neuf saisons plus tôt.
Concernant la relégation en Division 3. Verviers est très longtemps à la « ramasse » en compagnie de Namur. Les « Merles », qui comptent longtemps jusqu'à trois rencontres de retard, réalisent un bien meilleur second tour et assurent leur maintien alors que Turnhout s'effondre. Le club campinois est finalement le seul à être renvoyé à l'étage en dessous. Théoriquement descendant, le CS Verviétois est finalement repêché, en raison d'une sanction infligée au K. SV Cercle Brugge, accusé par un joueur du Lierse d'avoir tenté de falsifier la compétition. Finissant en position de descendant, le « matricule 12 » bascule directement de D1 en D3. Bien que totalement blanchi de toutes les accusations, en juin 1967, le Cercle de Bruges reste en Division 3 (Voir⇒ Division 1 - saison 65-66).

## Clubs participants
Seize clubs prennent part à cette édition, soit le même nombre que lors de la compétition précédente.
Les matricules renseignés en gras existent encore lors de la saison « 2012-2013 ».
| #  | Nom                                                    | Mat. | Ville           | Stades             | En D2 depuis    | Total en D2 | Saison précéd.     |
| -- | ------------------------------------------------------ | ---- | --------------- | ------------------ | --------------- | ----------- | ------------------ |
| 1  | Union Saint-Gilloise Société Royale                    | 10   | St-Gilles       | Joseph Marien      | 1965-1966 (1re) | 4 saisons   | Division 1 15e     |
| 2  | Koninklijke Football Club Diest                        | 41   | Diest           | De Warande         | 1965-1966 (1re) | 5 saisons   | Division 1 16e     |
| 3  | Royal Club Sportif Verviétois                          | 8    | Verviers        | stade de Bielmont  | 1961-1962 (5e)  | 6 saisons   | 13e                |
| 4  | Royal Charleroi Sporting Club                          | 22   | Charleroi       | stade du Mambourg  | 1957-1958 (9e)  | 20 saisons  | 12e                |
| 5  | Athletische sportvereniging Oostende Kon. Maatschappij | 53   | Ostende         | Albert Park        | 1961-1962 (5e)  | 30 saisons  | 6e                 |
| 6  | Koninklijke Football Club Herentals                    | 97   | Herentals       | St-Janneke         | 1961-1962 (5e)  | 16 saisons  | 14e                |
| 7  | Koninklijke Football Club Turnhout                     | 148  | Turnhout        | Villapark          | 1964-1965 (2e)  | 27 saisons  | 9e                 |
| 8  | Union Royale Namur                                     | 156  | Namur           | des Champs-Élysées | 1960-1961 (6e)  | 11 saisons  | 10e                |
| 9  | Koninklijke Sint-Niklaasse Sportkring                  | 221  | St-Nicolas/Waas | Puyenbeke          | 1964-1965 (2e)  | 19 saisons  | 3e                 |
| 10 | Royal Olympic Club Charleroi                           | 246  | Montignies s/S. | de La Neuville     | 1963-1964 (3e)  | 5 saisons   | 4e                 |
| 11 | Royal Crossing Club de Molenbeek                       | 451  | Molenbeek       | Sippelberg         | 1962-1963 (4e)  | 4 saisons   | 7e                 |
| 12 | Koninklijke Waterschei Sportvereniging THOR Genk       | 553  | Genk            | André Dumont       | 1964-1965 (2e)  | 15 saisons  | 5e                 |
| 13 | Patro Eisden                                           | 3434 | Eisden          | ??                 | 1961-1962 (5e)  | 9 saisons   | 11e                |
| 14 | Koninklijke Sportvereniging Waregem                    | 4451 | Waregem         | Regenboog          | 1963-1964 (3e)  | 3 saisons   | 8e                 |
| 15 | Royal Football Club Sérésien                           | 17   | Seraing         | du Pairay          | 1965-1966 (1re) | 23 saisons  | 1er Div. 3 Série B |
| 16 | Koninklijke Willebroekse Sportvereniging               | 85   | Willebroek      | Henry Pickery      | 1965-1966 (1re) | 1 saison    | 1er Div. 3 Série A |

### Localisation
| \| Ostende Waregem St-Niklaas Willebroek Turnhout Herentals Diest Crossing Union SG Eisden Waterschei Sporting Ch. Olympic Ch. UR Namur Seraing Verviers \| Localisation des clubs engagés en Division 2 1965-1966 |
| Ostende Waregem St-Niklaas Willebroek Turnhout Herentals Diest Crossing Union SG Eisden Waterschei Sporting Ch. Olympic Ch. UR Namur Seraing Verviers                                                              |

## Championnat
- Le nom des clubs est celui employé à l'époque

Légende
- Champion et promu en Division 1 la saison suivante
- Promu en Division 1 la saison suivante
- Clubs devant disputer un test-match pour désigner le 2e promu en Div. 1 la saison suivante
- clubs relégués en Division 3 la saison suivante

Abréviations
 : Relégué de Division 1
 : Promu de Division 3

### Classement final
| Rang | Équipe                     | Pts | J  | G  | N  | P  | Bp | Bc | Diff |
| ---- | -------------------------- | --- | -- | -- | -- | -- | -- | -- | ---- |
| 1    | K. SV WAREGEM              | 41  | 30 | 15 | 11 | 4  | 61 | 31 | +30  |
| 2    | R. Charleroi SC            | 37  | 30 | 14 | 9  | 7  | 36 | 35 | +1   |
| 3    | K. Waterschei SV Thor Genk | 37  | 30 | 14 | 9  | 7  | 58 | 40 | +18  |
| 4    | R. Olympic                 | 36  | 30 | 14 | 8  | 8  | 48 | 27 | +21  |
| 5    | R. FC Sérésien             | 36  | 30 | 14 | 8  | 8  | 47 | 42 | +5   |
| 6    | Union St-Gilloise SR       | 34  | 30 | 15 | 4  | 11 | 46 | 43 | +3   |
| 7    | K. FC Herentals            | 30  | 30 | 12 | 6  | 12 | 44 | 51 | -7   |
| 8    | AS Oostende KM             | 30  | 30 | 11 | 8  | 11 | 48 | 42 | +6   |
| 9    | R. Crossing FC Molenbeek   | 29  | 30 | 13 | 3  | 14 | 48 | 51 | -3   |
| 10   | Patro Eisden               | 28  | 30 | 12 | 4  | 14 | 48 | 46 | +2   |
| 11   | K. FC Diest                | 28  | 30 | 11 | 6  | 13 | 40 | 44 | -4   |
| 12   | K. Willebroekse SV         | 27  | 30 | 10 | 7  | 13 | 39 | 32 | +7   |
| 13   | K. Sint-Niklaasse SK       | 26  | 30 | 10 | 6  | 14 | 44 | 48 | -4   |
| 14   | UR Namur                   | 24  | 30 | 8  | 8  | 14 | 38 | 54 | -16  |
| 15   | R. CS Verviétois           | 20  | 30 | 5  | 10 | 15 | 32 | 60 | -28  |
| 16   | K. FC Turnhout             | 17  | 30 | 5  | 7  | 18 | 25 | 56 | -31  |

### Leader du classement journée par journée
La « ligne du temps » ci-dessous renseigne le premier du classement « à la fin des journées effectives » et « ce chronologiquement par rapport au plus grand nombre de parties jouées ». Concrètement cela signifie l'équipe totalisant le plus de points quant au moins une formation a disputé le nombre de journées en question, que ce leader ait ou pas joué ce nombre de matches. Cela essentiellement en cas de remises partielles ou de rencontres décalées.
- En cas d'égalité de points et de victoires, le leader donné est l'équipe ayant la meilleure différence de buts, même si pour rappel ce critère n'est pas pris en compte pour départager les formations en cas de montée ou descente.

#### Résultats des rencontres
| Résultats (▼dom., ►ext.)                                   | CHA | CRO | DIE | HER | NAM | OLY | OST | PAT | SER | STN | TUR | USG | VER | WAR | WAT | WIL |
| R. Charleroi SC                                            |     | 0-4 | 1-0 | 1-0 | 1-0 | 1-1 | 2-3 | 2-1 | 1-1 | 2-2 | 1-1 | 1-0 | 3-0 | 0-2 | 1-0 | 0-0 |
| R. Crossing FC Molenbeek                                   | 1-2 |     | 5-1 | 4-0 | 0-1 | 2-1 | 1-1 | 4-3 | 4-1 | 0-3 | 2-1 | 1-4 | 1-3 | 1-5 | 1-2 | 1-4 |
| K. FC Diest                                                | 1-4 | 3-0 |     | 0-1 | 4-2 | 0-1 | 3-0 | 1-4 | 0-0 | 2-0 | 3-1 | 3-2 | 0-0 | 1-0 | 3-2 | 1-1 |
| K. FC Herentals                                            | 2-1 | 1-2 | 4-1 |     | 1-1 | 1-0 | 1-4 | 5-1 | 1-1 | 0-3 | 0-0 | 4-1 | 2-0 | 1-0 | 2-1 | 1-0 |
| UR Namur                                                   | 0-2 | 1-2 | 2-1 | 5-2 |     | 1-2 | 1-1 | 1-2 | 4-2 | 3-1 | 2-0 | 3-0 | 2-1 | 1-1 | 1-1 | 2-2 |
| R. Olympic CC                                              | 0-0 | 1-0 | 1-0 | 3-1 | 1-1 |     | 0-2 | 2-3 | 5-2 | 3-0 | 1-1 | 5-0 | 5-0 | 2-3 | 4-0 | 1-0 |
| AS Oostende                                                | 4-0 | 0-1 | 4-1 | 2-4 | 5-1 | 0-0 |     | 2-1 | 2-3 | 3-0 | 1-1 | 0-1 | 1-1 | 0-0 | 0-4 | 4-0 |
| Patro Eisden                                               | 0-1 | 0-3 | 0-1 | 0-2 | 1-1 | 0-1 | 4-0 |     | 0-1 | 0-2 | 3-0 | 3-1 | 3-0 | 1-1 | 3-2 | 2-1 |
| R. FC Sérésien                                             | 2-2 | 3-0 | 2-1 | 2-1 | 3-1 | 3-0 | 1-0 | 3-1 |     | 1-3 | 4-0 | 2-0 | 2-0 | 1-1 | 2-3 | 0-0 |
| K. St-Niklaasse SK                                         | 1-1 | 2-2 | 0-3 | 1-1 | 4-0 | 0-0 | 3-0 | 0-2 | 1-1 |     | 3-1 | 0-1 | 2-0 | 0-1 | 1-2 | 2-1 |
| K. FC Turnhout                                             | 0-1 | 0-2 | 1-0 | 3-2 | 0-0 | 0-3 | 1-2 | 1-3 | 0-0 | 1-0 |     | 0-1 | 3-0 | 2-6 | 0-0 | 3-1 |
| UR St-Gilloise                                             | 1-1 | 1-1 | 3-0 | 1-0 | 2-1 | 3-1 | 0-2 | 1-0 | 4-0 | 7-2 | 1-0 |     | 3-1 | 1-3 | 2-1 | 0-3 |
| R. CS Verviers                                             | 5-1 | 0-2 | 0-3 | 2-2 | 1-0 | 0-0 | 2-2 | 3-3 | 0-2 | 2-1 | 3-1 | 3-3 |     | 2-2 | 0-0 | 1-1 |
| K. SV Waregem                                              | 2-0 | 2-0 | 1-1 | 1-1 | 4-0 | 2-4 | 3-3 | 2-0 | 4-0 | 2-4 | 2-0 | 1-0 | 5-1 |     | 1-1 | 1-1 |
| K. Waterschei SV THOR                                      | 1-2 | 4-1 | 2-2 | 3-1 | 3-0 | 0-0 | 1-0 | 2-2 | 2-0 | 4-3 | 5-3 | 1-1 | 3-1 | 2-2 |     | 4-0 |
| K. Willebroek SV                                           | 0-1 | 1-0 | 0-0 | 7-0 | 4-0 | 1-0 | 1-0 | 0-2 | 1-2 | 2-0 | 4-0 | 0-1 | 2-0 | 0-1 | 1-2 |     |
| - Victoire à domicile - Match nul - Victoire à l'extérieur |     |     |     |     |     |     |     |     |     |     |     |     |     |     |     |     |

### Résumé
Départ parfait pour le Crossing de Molenbeek qui réalise un 10 sur 10 avec une différence de buts de 17-3. Les Bruxellois sont suivis par le Patro Eisden qui aligne quatre victoires de rang après avoir perdu (2-1) son premier match au Sporting de Charleroi. La suite est moins ronflante pour les « Zèbres » qui ne grappillent que deux unités sur dix. Deux formations imitent le leader en restant invaincues, mais en concédant deux partages: l'Olympic de Charleroi et Waregem. Si l'Union St-Gilloise et Diest, les descendants de « D1 », connaissent une entame plutôt mièvre, c'est l'inverse pour Seraing et Willebroek, les montants de « D3 », qui pointent avec 7 unités sur 10 avant de s'affronter à l'avantage des « Tigres » (1-2). C'est la soupe à la grimace du côté de l'UR Namur et de St-Nicolas/Waas qui restent bloqués à 0 point, jusqu'à la 5e journée où les « Merles » battent les Waeslandiens (3-1).
Lors de la 10e journée, le Crossing conserve la tête mais, battu à Willebroek 1-0 et à THOR Waterschei 4-1, il n'a plus inscrit plus que la moitié de ses points. Il en totalise donc 15 et a concédé le retour d'Eisden et de Waregem (14), de l'Olympic (13) alors que le trio Herentals/Seraing/Waterschei comptabilise 12 unités. En fin de classement, St-Nicolas/Waas (5) précède Namur et Verviers (4). Les « Béliers » n'ont pas encore de victoire. À noter qu'avec 7 points, l'Union St-Gilloise, descendante de Division 1, est classée juste devant ce trio.
Durant le dernier tiers du premier tour, le Crossing concède des partages contre l'Union et à Ostende (chaque fois 1-1) mais conserve de peu sa première place par rapport à Waregem qui se fait accrocher deux fois (1-1), à domicile, par Willebroek et Herentals. Mais lors de la 15e journée, le club bruxellois s'incline lourdement (1-5) contre son rival flandrien qui lui chipe la première position et donc le titre honorifique de « Champion d'automne ». Derrière le duo de tête, Herentals se hisse au 3e rang devant le Sporting Charleroi et Waterschei qui gaspillent çà et là. L'Olympic Charleroi termine médiocrement, avec cinq revers sur les six dernières rencontres, et glisse à la huitième place. Namur (seulement 13 matches joués) et Verviers sont à la traîne avec 6 et 4 unités. Les « Béliers » n'ont pas obtenu la moindre victoire. Les rencontres remises « Namur-Verviers » et « Namur-Turnhout » ne sont disputées qu'au-delà de la mi-avril.
| Classement le 27 décembre 1965 |                       |    |    |   |   |    |                    |    |    |   |   |     |                 |    |    |   |   |     |                   |    |    |   |
| P                              | Clubs                 | J  | P  | V |   | P  | Clubs              | J  | P  | V |   | P   | Clubs           | J  | P  | V |   | P   | Clubs             | J  | P  | V |
| 1.                             | SV Waregem            | 15 | 22 | 7 | X | 5. | Sporting Charleroi | 15 | 19 | 9 | X | 9.  | Patro Eisden    | 15 | 16 | 7 | X | 13. | Union St-Gilloise | 15 | 10 | 3 |
| 2.                             | Crossing FC Molenbeek | 15 | 21 | 9 | X | 5. | THOR Waterschei    | 15 | 19 | 6 | X | 10. | SV Willebroek   | 15 | 13 | 5 | X | 14. | St-Niklaasse SK   | 15 | 9  | 3 |
| 3.                             | FC Herentals          | 15 | 20 | 8 | X | 7. | FC Sérésien        | 15 | 18 | 7 | X | 11. | Willebroekse SV | 15 | 13 | 5 | X | 15. | UR Namur          | 13 | 6  | 2 |
| 4.                             | FC Diest              | 15 | 19 | 8 | X | 8. | Olympic Charleroi  | 15 | 17 | 7 | X | 12. | FC Turnhout     | 14 | 11 | 3 | X | 16. | CS Verviétois     | 14 | 4  | 0 |

#### Le Crossing plie, Waregem s'installe
Le début du second tour confirme l'épilogue du premier. Les « Crossingmen » subissent trois défaites (Namur 0-1, Diest 3-0 et Sp. Charleroi 1-2) et laissent Waregem s'éloigner. Le « KSVW » réalise un 5 sur 6 (1-1, contre Waterschei) qui lui permet de s'installer solidement aux commandes car, Herentals excepté, toutes les équipes qui le suivaient encore d'assez près s'inclinent au moins une fois. L'Union St-Gilloise et l'UR Namur empochent le maximum des points et reprennent quelques couleurs. Par contre Verviers, qui n'a pas encore gagné, et Turnhout s'enlisent. La 18e journée est amputée de deux rencontres: « Willebroek-Verviers » et « Patro Eisden-Namur ». Les « Béliers ont donc deux matches de retard, les « Merles » trois ».
Au soir du 20 février 1966, soit de la 22e journée, la situation est relativement claire au classement. Si toutes les formations n'ont pas joué toutes les rencontres, les neuf premiers classés ont bien disputé 22 parties. Waregem (33) campe bien en tête avec quatre longueurs d'avance sur le Sporting de Charleroi. Diest et Herentals sont déjà distancées de 7 unités et l'Olympic de Charleroi de 8. Le Crossing (6 défaites de suite avant de battre Herentals) est en compagnie de Seraing et de Waterschei avec un total de 24 points. L'« Union St-Gilloise » s'est éloignée de la zone rouge avec 22 unités. Sous la 10e place, les formations ont joué de 21 à 19 rencontres. Turnhout (21 matches-11 points) a subi six défaites de suite et a sombré à l'avant-dernière place devant Verviers (20 matches-10points). Les « Béliers » ont remporté leur premier succès (1-2, au Crossing de Molenbeek). L'UR Namur totalise désormais 14 points, mais en seulement 19 matches joués.

#### Les «Zèbres» piétinent
À cinq journées de la fin, donc avec 10 points restant à distribuer, le SV Waregem file vers le titre puisque son premier poursuivant est à huit points. Un deuxième classé, le Sporting Charleroi qui joue avec son bonheur. Isolés avec un petit viatique, les Zèbres gaspillent des points en concédant des partages à St-Nicolas/Waas, puis surtout contre Turnhout. Les Carolos piétinent carrément quand ils se font corriger chez la lanterne rouge, Verviers (5-1), puis qu'ils subissent la loi d'Ostende (2-3), dans un Mambourg médusé. Il s'agit d'un gros gaspillage car à défaut du titre, la formation hennuyère devait assurer assez vite la deuxième montante. En effet, toutes les équipes de tête perdent des plus contre des équipes de la seconde partie du tableau. C'est ainsi le cas de Waterschei. Les « Thorians » restent sans victoire entre le 19 décembre 1965 (victoire à Ostende) et le 6 mars 1966 (victoire contre Seraing), soit l'équivalent de 6 journées. Les hésitations du Sporting de Charleroi et le manque de régularité des autres équipes du « top » provoquent un regroupement de huit clubs sur 3 points, à la conquête du second ticket vers la « Division 1 ».
| Top 9, le 13 mars 1966 |                    |    |    |    |
| P                      | Clubs              | J  | P  | V  |
| 1.                     | SV Waregem         | 25 | 38 | 14 |
| 2.                     | Sporting Charleroi | 25 | 29 | 11 |
| 3.                     | THOR Waterschei    | 25 | 29 | 10 |
| 4.                     | FC Herentals       | 25 | 28 | 11 |
| 5.                     | FC Sérésien        | 25 | 28 | 11 |
| 6.                     | Olympic Charleroi  | 25 | 28 | 10 |
| 7.                     | FC Diest           | 25 | 27 | 11 |
| 8.                     | Union St-Gilloise  | 25 | 26 | 11 |
| 9.                     | AS Oostende        | 25 | 26 | 10 |

En bas de classement, le nombre de matches joués est inégal. Verviers 12 et Turnhout 14 paraissent condamnés, derrière Namur (17) et St-Nicolas (19).
Lors de la 26e journée, le Sporting de Charleroi bat Waterschei (1-0). Nombreux pensent que le plus dur est fait. D'autant que Waregem a été battu (2-4) par St-Nicolas. On reparle même du titre en bord de Sambre. Un espoir qui grandit encore lorsque Waregem (38) est défait (1-0) et que le Sporting (33) va s'imposer à l'UR Namur (1-2). L'écart est alors retombé à quatre unités pour six encore à prendre. Seraing est passé 3e avec 32 unités. Le 3 avril 1966, le choc « Charleroi-Seraing » se solde par un nul (1-1) alors que Waregem ne joue pas. Plusieurs formations ont perdu des plumes. Cinq équipes restent mathématiquement en lice pour les deux places montantes.
| Top 5, le 3 avril 1966 |                    |    |    |    |
| P                      | Clubs              | J  | P  | V  |
| 1.                     | SV Waregem         | 27 | 38 | 14 |
| 2.                     | Sporting Charleroi | 28 | 34 | 13 |
| 2.                     | FC Sérésien        | 28 | 33 | 13 |
| 3.                     | THOR Waterschei    | 28 | 33 | 12 |
| 4.                     | Union St-Gilloise  | 28 | 32 | 14 |
| 5.                     | Olympic Charleroi  | 28 | 32 | 12 |

#### Waregem champion en match d'alignement
Les deux dernières journées sont jouées intégralement. Mais avant cela la compétition est pratiquement à l'arrêt pendant un mois, le temps de disputer les rencontres d'alignement ! La plupart concernent le bas du tableau. L'UR Namur empoche 5 points sur 6 et assure son maintien tout en condamnant Turnhout à la Division 3. Les Campinois ont 17 points et 5 victoires. Ils ne peuvent donc plus forcer un test match sur St-Nicolas/Waas, premier sauvé (21, 8v). le CS Verviétois (battu à Namur mais vainqueur de Turnhout) est 15e avec 18 points et 4 victoires. Les « Béliers » conservent un mince espoir mathématique. Mais la plus grande décision tombe le 17 avril 1966 quand Waregem gagne son match d'alignement (2-0) contre le Crossing FC Molenbeek. Une victoire synonyme de titre puisqu'il compte alors 5 points d'avance sur son premier poursuivant. Coïncidence amusante, c'est déjà lors d'une victoire chez le cercle bruxellois que le « Essevé » avait pris la tête qu'il n'allait plus quitter. Le club flandrien rejoint l'élite nationale seulement trois ans après sa première apparition en Division 2.
Comme lors de la saison précédente, la 30e journée est en fait l'avant-dernière et on termine par la 29e. Le Sporting Charleroi est accroché par Willebroek (0-0). Seraing qui a battu en profite et prend la 2e place grâce à une victoire supplémentaire. THOR Waterschei revient à hauteur des « Zèbres ». L'Olympic est un point derrière tout ce beau monde, dont il doit espérer un faux-pas commun. Par contre, l'Union St-Gilloise battu (3-1) au Patro Eisden est éliminée de la course. 
| Top 5, avant la dernière journée |                    |    |    |    |
| P                                | Clubs              | J  | P  | V  |
| 1.                               | SV WAREGEM         | 29 | 40 | 15 |
| 2.                               | FC Sérésien        | 29 | 35 | 14 |
| 3.                               | Sporting Charleroi | 29 | 35 | 13 |
| 4.                               | THOR Waterschei    | 29 | 35 | 13 |
| 5.                               | Olympic Charleroi  | 29 | 34 | 13 |

Lors de la dernière journée, le FC Sérésien est tenu en échec (1-1) et dépassé par le Sporting de Charleroi et Waterschei, victorieux respectivement à Diest (1-4) et contre Namur (3-0). Les « Zèbres » et les « Thorians » terminent à égalité de points et de victoires. Un test-match est nécessaire pour les départager et désigner le deuxième promu. Dans leur déception au Puyenbeke, le « Tigres sérésiens » ne savent pas encore que leurs rêves de « D1 » devront attendre 14 ans et un double retour en Promotion avant de s'accomplir.

#### Verviers repêché
Bien que vainqueur de Turnhout (3-1), lors de l'avant-dernière journée, Verviers est mathématiquement relégué en raison de la victoire (0-3) de St-Nicolas/Waas à Herentals. Mais part après, le mince espoir de maintien de « Béliers » se concrétise positivement. Un dossier sensible ouvert en Division 1 à la suite d'une plainte du Lierse débouche sur une rétrogradation du Cercle de Bruges de « D1 » en « D3 ». Le « matricule 8 » est repêché et poursuit en D2 la saison suivante.
- voir ⇒ voir Affaires de corruption dans le football Belge - 1966 - CS Bruges/Lierse SK

### Test-match pour désigner le2epromu
Le choix du terrain est fait par l'URBSFA qui fixe la rencontre au stade Joseph Marien, fief de l'Union Saint-Gilloise.
La rencontre est dirigée par Monsieur Hubert Burguet.
| Date       | Équipe 1       | Équipe 2                   | Résultat |
| ---------- | -------------- | -------------------------- | -------- |
| ??/??/1966 | R.Charleroi SC | K. Waterschei SV THOR Genk | 2-0      |
|            | R.Charleroi SC | Promu !                    |          |

### Meilleur buteur
- Jean-Pierre Janssens R. Crossing FC Molenbeek avec 26 buts.

## Récapitulatif de la saison
- Champion: K. SV Waregem (1er titre en D2)
  - 2e promu: R. Charleroi SC

- Sixième titre de D2 pour la Province de Flandre occidentale

| Région flamande (8)             | Région flamande (8) | Province de Brabant (3)      | Province de Brabant (3) | Région wallonne (5)    | Région wallonne (5) |
| ------------------------------- | ------------------- | ---------------------------- | ----------------------- | ---------------------- | ------------------- |
| Province d'Anvers               | 3                   | Région de Bruxelles-Capitale | 2                       | Province de Hainaut    | 2                   |
| Province de Flandre-Occidentale | 2                   | Province du Brabant flamand  | 1                       | Province de Liège      | 2                   |
| Province de Flandre-Orientale   | 1                   | Province du Brabant wallon   | 0                       | Province de Luxembourg | 0                   |
| Province de Limbourg            | 2                   |                              |                         | Province de Namur      | 1                   |

1. ↑  Au niveau footballistique, la province de Brabant est toujours unitaire malgré sa partition territoriale en 1995.

### Admission et relégation
Le SV Waregem gagne le droit de monter en Division 1 pour la première fois de son Histoire. Il est accompagné du Sporting Charleroi qui retrouvé l'élite dont il est descendu dix ans auparavant. 
Ces deux cercles remplacent les deux descendants : Berchem Sport et le K. SV Cervle Brugge. Celui-ci, puni dans une affaire de corruption, est renvoyé directement en Division 3 .Blanchi dans les mois qui suivent, le « matricule 12 » ne demandera pas sa réintégration en D2.
En raison de la punition infligée au Cercle de Bruges, une seule équipe est reléguée de D2 en D3: Turnhout. Les deux promus depuis le 3e niveau sont: le RC Mechelen et Beveren/Waas.

## Débuts en D2
Un club évolue pour la toute première fois de son Histoire au 2e étage national du football belge. Il est le 103e club différent à atteindre ce niveau.
- K. Willebroekse SV 26e club anversois différent à atteindre ce niveau.